# Placówka Straży Celnej II linii „Bolesławiec”

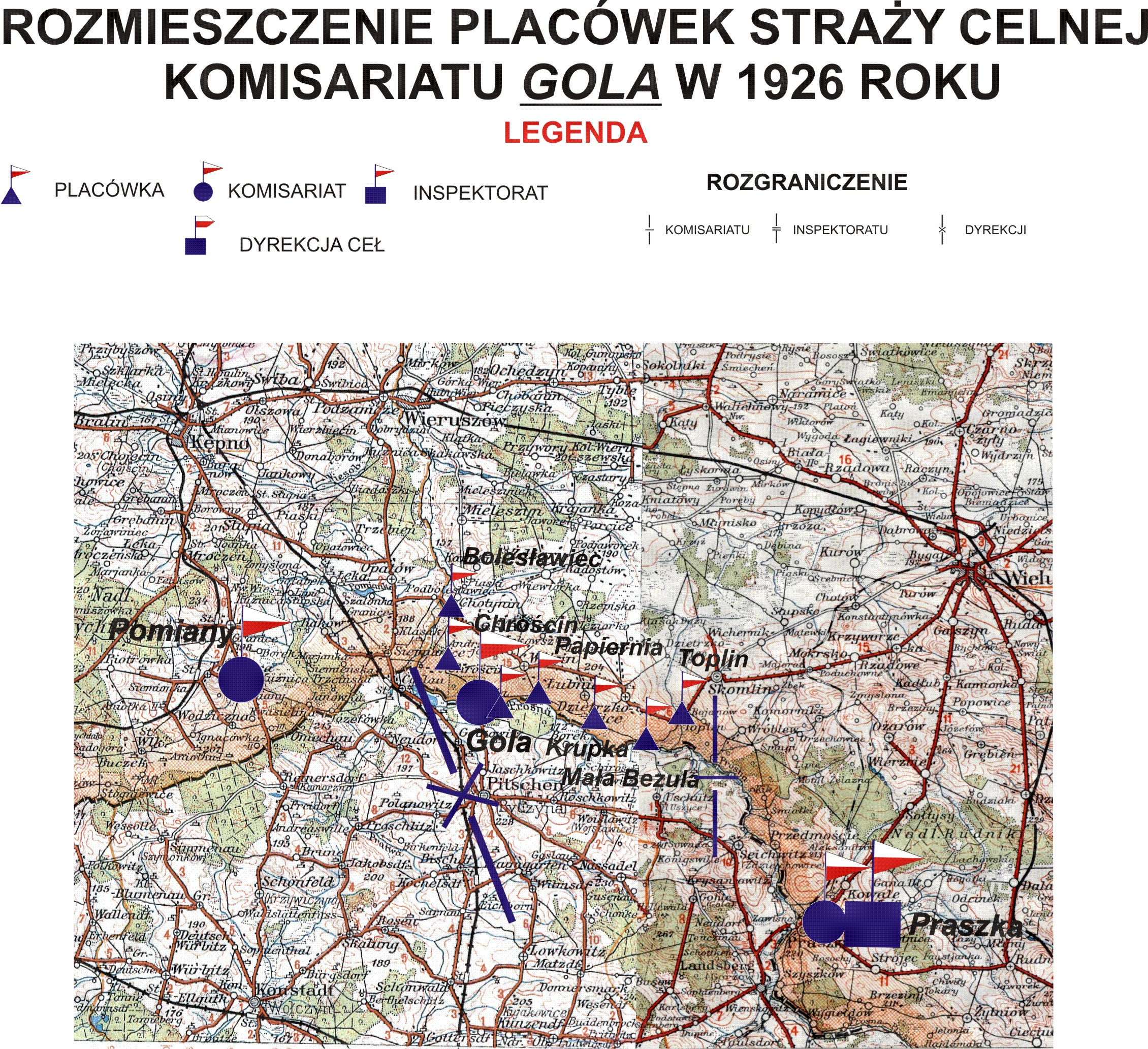
Rozmieszczenie placówek SC Komisariatu Gola

Placówka Straży Celnej „Bolesławiec” – jednostka organizacyjna Straży Celnej pełniąca w okresie międzywojennym służbę ochronną na granicy polsko-niemieckiej.

## Formowanie i zmiany organizacyjne
Na wniosek Ministerstwa Skarbu, uchwałą z 10 marca 1920 roku, powołano do życia Straż Celną. Od połowy 1921 roku jednostki Straży Celnej rozpoczęły przejmowanie odcinków granicy od pododdziałów Batalionów Celnych. Proces tworzenia Straży Celnej trwał do końca 1922 roku. Placówka Straży Celnej „Bolesławiec” weszła w podporządkowanie komisariatu Straży Celnej „Gola” z Inspektoratu SC „Praszka”.
W drugiej połowie 1927 roku przystąpiono do gruntownej reorganizacji Straży Celnej. W praktyce skutkowało to rozwiązaniem tej formacji granicznej. Ochronę północnej, zachodniej i południowej granicy państwa przejęła powołana z dniem 2 kwietnia 1928 roku Straż Graniczna.
Rozkazem nr 3 z 25 kwietnia 1928 roku w sprawie organizacji Wielkopolskiego Inspektoratu Okręgowego dowódca Straży Granicznej gen. bryg. Stefan Pasławski  powołał komisariat Straży Granicznej „Dzietrzkowice”. Placówka Straży Granicznej II linii „Bolesławiec” znalazła się w jego strukturze.

## Funkcjonariusze placówki
Kierownicy placówki
| stopień          | imię i nazwisko, numer | okres pełnienia służby | kolejne stanowisko |
| ---------------- | ---------------------- | ---------------------- | ------------------ |
| starszy strażnik | Romuald Dobrek (620)   | był w 1926             |                    |

Obsada personalna placówki w 1926:
- starszy strażnik Romuald Dobrek (620)
- strażnik Jan Skiba (855)
- strażnik Mieczysław Terlikowski (1120)